# Liste der Biografien/Ad
Liste der Biografien |
Portal Biografien |
Personensuche
# |
A |
B |
C |
D |
E |
F |
G |
H |
I |
J |
K |
L |
M |
N |
O |
P |
Q |
R |
S |
T |
U |
V |
W |
X |
Y |
Z |
?
 
Aa |
Ab |
Ac |
Ad |
Ae |
Af |
Ag |
Ah |
Ai |
Aj |
Ak |
Al |
Am |
An |
Ao |
Ap |
Aq |
Ar |
As |
At |
Au |
Av |
Aw |
Ax |
Ay |
Az
 
Ada |
Adc |
Add |
Ade |
Adg |
Adh |
Adi |
Adj |
Adk |
Adl |
Adm |
Adn |
Ado |
Adr |
Ads |
Adt |
Adu |
Adv |
Adw |
Ady |
Adz
Die Liste der Biografien führt alle Personen auf, die in der deutschsprachigen Wikipedia einen Artikel haben. Dieses ist eine Teilliste mit 8 Einträgen von Personen, deren Namen mit den Buchstaben „Ad“ beginnt.

## Ad
- ad-Daʿayyaʿ, Mohammad (* 1972), saudi-arabischer Fußballtorhüter
- ad-Dachil, Faisal (* 1957), kuwaitischer Fußballspieler
- Ad-Dihlawī, Schāh Walī Allāh (1703–1762), islamischer Denker
- ad-Dila'i, Mohammed al-Haddsch ibn Abi Bakr († 1672), Anführer der Dilāʾ-Bruderschaft in Marokko
- ad-Dīnawarī (* 828), kurdischer iranischer Wissenschaftler
- ad-Duchi, Ahmad (* 1976), saudi-arabischer Fußballspieler
- ad-Dusari, Ubaid (* 1975), saudi-arabischer Fußballspieler
- Ad-Rock (* 1966), US-amerikanischer MusikerAd-Rock (* 1966)

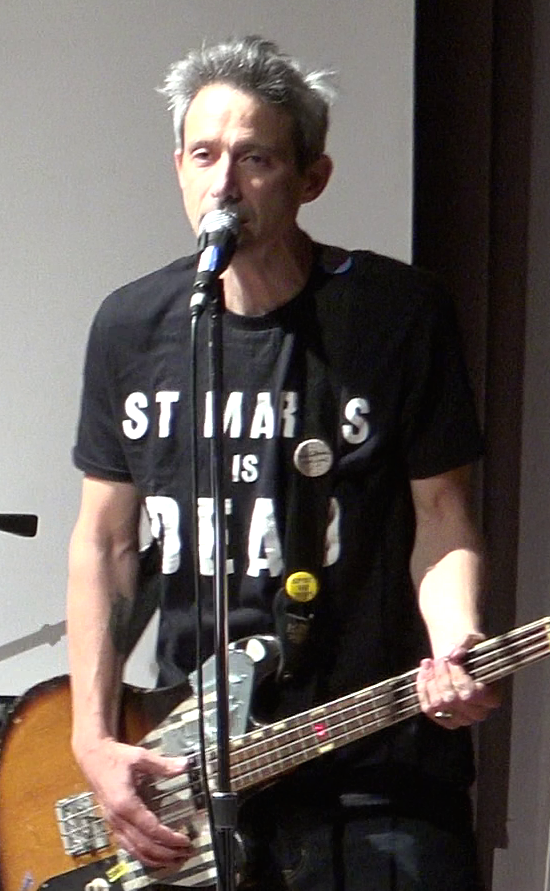
Ad-Rock (* 1966)